# Slant Magazine
Slant Magazine est un site américain de publication de critique de films, de musiques, de télévision, de DVD, de théâtre et de jeux vidéo. Le site, auparavant un magazine, est lancé en 2001 par New York Press et The New York Times.